# Ducatul de Spoleto
Ducatul de Spoleto a fost un teritoriu independent al longobarzilor, întemeiat în jurul anului 570 în Italia centrală de către un dux longobard, Faroald I. 

Harta geopolitică a Italiei în anul 1000

## Longobarzii
Populație germanică, longobarzii au invadat nordul Italiei în anul 568, cucerind cea mai mare parte a sa și constituind Regatul longobarzilor, divizat în câteva ducate dependente de un rege, care și-a stabilit reședința la Pavia în 572. În anii următori, ei au cucerite de asemenea și pățile centrală și sudică ale Peninsulei Italice, inclusiv importantul centru Spoleto în 570, situat în ceea ce astăzi constituie provincia Umbria. 
Un deceniu de interregnum petrecut după moartea succesorului regelui Alboin din 574, a permis totuși ducilor longobarzi (în special celor din sud) să își întărească poziția în noile teritorii și să se manifeste cvasiindependent față de regatul de la Pavia. Către 575 sau 576, Faroald a ocupat Nursia și Spoleto, întemeind ducatul de Spoleto, cu sprijinul unui episcop de credință ariană. Ducii longobarzi ulteriori au restaurat fortificațiilor, ale căror ziduri fuseseră distruse de regele ostrogot Totila în timpul the Războiului gotic dintre anii 535 și 554. 
Ducii longobarzi de Spoleto s-au aflat în război aproape continuu cu bizantinii din Exarhatul de Ravenna, astfel încât teritoriul aflat sub jurisdicția lor a oscilat în funcție de evoluțiile din Umbria, Lazio, Marche și Abruzzi. Neavând importanța (inclusiv strategică) a celuilalt ducat longobard, Benevento, Spoleto nu a avut un rol obscur în cadrul istoriei longobarzilor. Al doilea duce de Spoleto, Ariulf a efectuat frecvente expediții împotriva bizantinilor: în 579–592 el a atacat Ravenna, iar în 592 Roma. Ariulf a fost urmat de Theodelap, fiul lui Faroald, care este creditat cu construirea actualei catedrale din Spoleto. Au urmat la putere Atto (653), Thrasimund I (663) și Faroald al II-lea (703). Cel din urmă a capturat Classis, portul Ravennei, potrivit spuselor cronicarului Paul Diaconul: "În acea vreme, Faroald, primul dux al spoletanilor, a invadat Classis cu o armată de longobarzi, a lăsat bogatul oraș prădat și golit de toate bogățiile sale". Faroald al II-lea a fost depus de către fiul său Thrasimund al II-lea în 724, care în plus s-a răsculat și împotriva regelui Liutprand și a încheiat o alianță cu papa Grigore al III-lea, care i-a asigurat adăpost la Roma în 738. Hilderic l-a înlocuit la conducerea ducatului, însă a fost asasinat de către Thrasimund al II-lea, revenit la putere, în 740, care la rândul său a fost silit în 742 să se retragă la mănăstire de către regele Liutprand, care, reobținând puterea asupra ducatului prin forța armelor, l-a încredințat lui Agiprand. Până la moartea regelui Liutprand (744), Spoleto a fost mai sigur în mâinile puterii centrale de la Pavia, astfel încât următorii ani au trecut într-o atmosferă pașnică. Trei dintre ducii din secolul al VIII-lea au fost simultan și regi ai tuturor longobarzilor, un semn că în acea vreme Spoleto era mai strâns legat de puterea centrală de la Pavia decât era ducatul de Benevento.

## Fief imperial
În anul 776, la doi ani după asediul Paviei și căderea acesteia în mâinile francilor conduși de Carol cel Mare (marcând sfârșitul Regatului longobard), Spoleto a trecut și el sub stăpânirea lui Carol și a Imperiului Carolingian. Deși noul conducător a oferit teritoriul Statul papal, el și-a menținut dreptul de a-i numi pe duci, un subiect care a fost aproapesă încordeze relațiile cu papalitatea, dat fiind că papa Adrian I tocmai numise un duce de Spoleto. 
În 842, fostul ducat a fost practic reînviat de către franci, în sensul transformării sale într-un teritoriu de graniță condus de un margraf dependent. Printre cei mai remarcabili duci franci, Guy I a divizat ducatul între cei doi fii ai săi, Lambert I și Guy al II-lea, cel din urmă primind ca partea sa senioria de Camerino, care a devenit ducat cu acea ocazie. Lambert I a fost un consecvent luptător împotriva sarazinilor, care își începuseră raidurile asupra Italiei, dar el a atacat în egală măsură și pe bizantini (cum s-a întâmplat în 867), motiv pentru care a fost depus în 871, apoi restaurat în 876 și în cele din urmă excomunicat de către papa Ioan al VIII-lea. În 883, Guy al III-lea a reunificat ducatul, de atunci numit ducatul de Spoleto și Camerino. După moartea împăratului Carol cel Gras în 888, Guy a fost încoronat ca împărat roman și rege al Italiei de către papa Ștefan al V-lea în 891. În anul următor, papa Formosus l-a încoronat pe fiul lui Guy al III-lea, Lambert al II-lea ca duce, rege și împărat.
Ducii de Spoleto au continuat să intervină în violentele lupte politice care se desfășurau la Roma. Alberic I, duce de Camerino din 897 și apoi și de Spoleto, s-a căsătorit cu celebra nobilă din Roma Marozia, însă a fost asasinat de către locuitorii din Roma în 924. În jurul lui 949, influența spoletanilor la Roma dispare, odată cu cucerirea Spoleto de către Berengar al II-lea, regele franc al Italiei și totodată împărat. 
În continuare, împăratul Otto I "cel Mare" a detașat din Ducatul de Spoleto teritoriile numite Sabina Langobardica și le-a oferit Sfântului Scaun. De acum, controlul asupra Spoleto devenea un apanaj al împăraților germani. În 967, împăratul Otto al II-lea a unit pentru scurt timp Ducatul de Spoleto cu cel de Capua și de Benevento, care era pe atunci guvernat de Pandulf Cap de Fier; însă după moartea acestuia din urmă, împăratul a desprins din nou Spoleto, oferindu-l în anul 989 margrafului Hugue I "cel Mare". Spoleto a fost pentru a doua oară unit cu Toscana în 1057, situație care s-a menținut până la moartea contesei Matilda de Toscana. 
În timpul Luptei pentru învestitură dintre papalitate și Imperiu, dat fiind că Matilda de Toscana se manifesta ca unul dintre principalii partizani ai papei, împăratul Henric al IV-lea a numit alți duci de Spoleto. Astfel, ducatul a rămas în posesia familiei Werner (Guarnieri) de Urslingen, margrafi de Ancona. Orașul Spoleto a fost distrus de către trupele împăratului Frederic I Barbarossa în 1155, însă a fost consturit imediat după aceea. În 1158, același împărat a oferit ducatul lui Welf al VI-lea de Este, trecându-l astfel în posesia familiei Welfilor; la rândul său, împăratul Henric al VI-lea l-a învestit pe Conrad de Urslingen, după a cărui moarte din 1198 Spoleto a revenit papei Inocențiu al III-lea, însă în continuare a fost ocupat de Otto de Braunschweig din 1209, care l-a numit duce pe Dipold de Vohburg.

## Fief papal
Din 1213, ducatul a fost trecut sub conducerea papală directă, având un guvernator, de obicei un cardinal, deși va rămâne ca un pion în cadrul luptelor împăratului Frederic al II-lea de Hohenstaufen până la stingerea dinastiei de Hohenstaufen.
Teritoriile fostului ducat de Spoleto au fost anexate de către Statul papal și, în parte, de către Regatul Neapolelui.